# Alasgar Alakbarov
Alasgar Alakbarov (en azerí: Ələsgər Ələkbərov) fue el actor de cine y de teatro de Azerbaiyán, el Artista del pueblo de la RSS de Azerbaiyán y de la Unión Soviética.

## Biografía
Alasgar Alakbarov nació el 26 de marzo de 1910 en Bakú. En 1927-1930 estudió en la Universidad Estatal de Cultura y Arte de Azerbaiyán. Él comenzó su carrera como actor en 1927 en el Teatro Estatal Ruso de Drama de Azerbaiyán. Desde 1933 hasta el final de su vida Alasgar Alakbarov fue el actor del Teatro Académico Estatal de Drama de Azerbaiyán.
Sus obras más famosas fueron “Vagif” (obra teatral “Vagif” de Samad Vurgun) y “Otelo” (obra teatral “Otelo” de William Shakespeare). Durante su carrera de 30 años él interpretó el papel “Vagif” más de 500 veces. Junto al teatro, Alasgar Alakbarov siguió su carrera en película. Él aparició por primera vez en la película “Vulkan üzərində ev” (“La casa en volcán”) en 1929. En 1961 Alakbar Alasgarov fue nombrado el Artista del pueblo de la URSS.
Alakbar Alasgarov murió el 31 de enero de 1963 en Bakú y fue enterrado en el Callejón de Honor.

## Actividades

### En teatro
- 1938 - ”Vagif” Samad Vurgun
- 1949 – “Otelo” William Shakespeare
- ”Macbeth” William Shakespeare
- ”Romeo y Julieta” William Shakespeare
- ”Farhad y Shirin” Samad Vurgun
- ”Khanlar” Samad Vurgun
- ”Qachaq Nabi” Suleyman Rustam
- ”Mehebbet” Mirza Ibrahimov
- ”1905” Yafar Yabbarlí
- ”Vassa Zheleznova” Máximo Gorki, etc.

### Filmografía
- 1929 - “Vulkan üzərində ev” (“La casa en volcán”)
- 1930 – “Lətif” (“Latif”)
- 1935 – “Altıncı hiss” (“Sexto sentido”)
- 1936 – “Almas” (“Almas”)
- 1939 – “Kəndlilər” (“Campesinos”)
- 1947 – “Fətəli xan” (“Fatali khan”)
- 1956 – “Qara daşlar” (“Rocas negras”)
- 1958 – “Uzaq sahillərdə” (“En las orillas lejanas”)
- 1960 – “Səhər” (“Mañana”)
- 1961 – “Leyli və Məcnun” (“La historia de amor”), etc.

## Premios y títulos
- Artista de Honor de la RSS de Azerbaiyán (1938)
- Artista del Pueblo de la RSS de Azerbaiyán (1940)
- Orden de la Bandera Roja del Trabajo (1946; 1959)
- Orden de Lenin (1949)
- Artista del pueblo de la URSS (artes escénicas) (1961)
- Premio Estatal de la RSS de Azerbaiyán